# Nazionale maschile under 18 di pallacanestro del Sudafrica
La nazionale di pallacanestro sudafricana Under-18 è una selezione giovanile della nazionale sudafricana di pallacanestro, ed è rappresentata dai migliori giocatori di nazionalità sudafricana di età non superiore ai 18 anni.
Partecipa a tutte le manifestazioni internazionali giovanili di pallacanestro per nazioni gestite dalla FIBA.

## Partecipazioni

### FIBA AfroBasket Under-18
- 1998 - 4°
- 2006 - 6°